# Provincia di El Oro
La provincia di El Oro è una delle ventiquattro province dell'Ecuador. Il capoluogo è Machala, una città situata sulle coste dell'Oceano Pacifico e confinante con il Perù.
La risorsa economica principale della provincia è la coltivazione delle banane, il porto di Puerto Bolívar presso Machala è il principale porto per l'esportazione di banane dell'Ecuador.

## Geografia fisica

### Confini
La provincia di El Oro confina a Nord con le province di Guayas e Azuay, ad Est con la Provinz Loja, a Sud con la provincia di Loja e con la regione peruviana di Tumbes e ad Ovest si affaccia sull'Oceano Pacifico (Golfo di Guayaquil).

### Clima
Gran parte del territorio provinciale è costituito da una fertile pianura la cui parte meridionale subisce l'influenza della corrente di Humboldt ed ha un clima secco mentre la parte più a settentrione ha un clima umido.

### Territorio
La zona più orientale della provincia è caratterizzata da rilievi andini con un clima semitropicale, qui si trovano numerosissime specie di uccelli e orchidee, in questa zona si trovano anche le prime miniere d'oro del paese da cui deriva il nome della provincia.
Nella parte più meridionale si trova la foresta pietrificata di Puyango, un'area di circa 27 km² con tronchi pietrificati alti fino a 11 metri che risalgono a 70/100 milioni di anni fa. Nella stessa zona sono stati rinvenuti fossili di animali marini e di dinosauri.

## Cantoni
La provincia è suddivisa in 14 cantoni:
| #  | Cantone    | Capoluogo   |
| -- | ---------- | ----------- |
| 1  | Arenillas  | Arenillas   |
| 2  | Atahualpa  | Paccha      |
| 3  | Balsas     | Balsas      |
| 4  | Chilla     | Chilla      |
| 5  | El Guabo   | El Guabo    |
| 6  | Huaquillas | Huaquillas  |
| 7  | Las Lajas  | La Victoria |
| 8  | Machala    | Machala     |
| 9  | Marcabelí  | Marcabelí   |
| 10 | Pasaje     | Pasaje      |
| 11 | Piñas      | Piñas       |
| 12 | Portovelo  | Portovelo   |
| 13 | Santa Rosa | Santa Rosa  |
| 14 | Zaruma     | Zaruma      |